# Colpomenia
Colpomenia is een geslacht van bruinwieren uit de orde Ectocarpales.

## Soorten
- Colpomenia claytoniae S.M.Boo, K.M.Lee, G.Y.Cho & W.Nelson, 2011
- Colpomenia durvillei (Bory de Saint-Vincent) M.E.Ramírez, 1991
- Colpomenia ecuticulata M.J.Parsons, 1982
- Colpomenia expansa (D.A.Saunders) Y.-P.Lee, 2008
- Colpomenia hasanainii Aisha & M.Shameel, 2012
- Colpomenia mollis W.R.Taylor, 1945
- Colpomenia nainativensis Durairatnam, 1962
- Colpomenia peregrina Sauvageau, 1927 = Oesterdief
- Colpomenia ramosa W.R.Taylor, 1945
- Colpomenia sinuosa (Mertens ex Roth) Derbès & Solier, 1851
- Colpomenia tuberculata D.A. Saunders, 1898
- Colpomenia wynnei K.M.Lee, R.Riosmena-Rodriguez, K.Kogame & S.M.Boo, 2014

Niet geaccepteerde soorten:
- Colpomenia bullosa (D.A.Saunders) Yamada, 1948 → Dactylosiphon bullosus (D.A.Saunders) Santiañez, K.M.Lee, S.M.Boo & Kogame in Santiañez & al., 2018
- Colpomenia capensis Levring, 1938 → Iyengaria stellata (Børgesen) Børgesen, 1939
- Colpomenia phaeodactyla M.J.Wynne & J.N.Norris, 1976 → Colpomenia durvillei (Bory de Saint-Vincent) M.E.Ramírez, 1991
- Colpomenia stellata (Børgesen) Børgesen, 1930 → Iyengaria stellata (Børgesen) Børgesen, 1939